# Biancofiore (lista elettorale)
Biancofiore è stata una lista elettorale presentata alle elezioni politiche del 2001 dal Centro Cristiano Democratico (CCD) e dai Cristiani Democratici Uniti (CDU).

## Storia
Dopo la nascita de La Margherita, che sul versante del centrosinistra aveva unito PPI, I Democratici e Rinnovamento Italiano, il leader del CCD Pier Ferdinando Casini annunciò il 13 settembre 2000 l'intenzione di raccordare le forze di centro non disposte a seguire tale coalizione.
I due partiti Centro Cristiano Democratico e Cristiani Democratici Uniti, eredi della Democrazia Cristiana e membri della coalizione di centrodestra della Casa delle Libertà, si presentarono con il simbolo del Biancofiore nella quota proporzionale per l'elezione della Camera dei deputati alle elezioni politiche del 2001. La lista era ispirata all'inno dei lavoratori della DC, "O bianco fiore"; il contrassegno riuniva la vela, simbolo del CCD, con lo scudo crociato democristiano, mantenuto in uso dal CDU. Raccolse il 3,2% delle preferenze e non riuscì a superare la soglia di sbarramento, fissata al 4%. Grazie alla vittoria della Casa delle Libertà, però, la lista riuscì ad accedere alla ripartizione dei seggi, ottenendo ben 41 deputati e 29 senatori che formarono un gruppo unico nei due rami del Parlamento.
Successivamente, il 6 dicembre 2002, i due partiti, ai quali si aggiunse la Democrazia Europea, si unirono definitivamente nell'Unione dei Democratici Cristiani e di Centro (UDC).